# Kamerunfrankolin
Der Kamerunfrankolin (Pternistis camerunensis, Syn.: Francolinus camerunensis), auch Kamerunbergfrankolin genannt, ist eine monotypische Vogelart aus der Familie der Fasanenartigen. Die Art kommt nur an den nord- und südöstlichen Hängen des Mount Cameroon vor und ist eine der am wenigsten erforschten Arten innerhalb der Gattung. Die Bestandssituation der Art wird mit „stark gefährdet“ (endangered)  angegeben. Der Bestand wird auf weniger als 1700 geschlechtsreife Individuen geschätzt.

## Merkmale
Kamerunfrankoline erreichen eine Körperlänge von bis zu 33 Zentimeter, die Männchen sind geringfügig größer als die Weibchen. Beide Geschlechter wiegen etwa 510 Gramm. Es besteht ein ausgeprägter Geschlechtsdimorphismus.
Das Männchen ist an Stirn und Scheitel braun, während die Federn über dem Auge und auf den Wangen grau sind und jeweils ein dunkles Zentrum aufweisen. Ähnlich gefiedert sind die Halsseiten, der Hinterhals und der Obermantel. Bei diesen Federn ist außerdem der Federschaft schwarz. Die übrige Körperoberseite sowie die Flügel, der Schwanz und die Unterschwanzdecken sind braun. Die Ohrdecken sind graubraun, das Kinn und die Kehle schmutzig weiß mit einer dunkelgrauen Federmitte. Der Kropf und die Brust sind grau mit einem schwarzen Zentrum, das zum Federende hin die Form einer verbreiterten Schaftstreifung annimmt. Der Mittelbauch ist etwas heller gefiedert, die Körperseiten, die Flanken und Schenkel dagegen sind braun mit schwarzen Federschäften. Die Arm- und Handschwingen sind einfarbig graubraun.
Das Weibchen ist auf der Körperoberseite einschließlich der Flügel und dem Schwanz überwiegend braun gefiedert. Die einzelnen Federn sind schwarz gefleckt und gebändert und weisen außerdem eine unregelmäßige isabellfarbene Schaftstreifung auf. Die Kehle und die Wangen sind schmutzig weiß, die einzelnen Federn haben eine schwärzliche Mitte. Die Brust, die Körperseiten sowie die Flanken sind schwarz, die einzelnen Federn weisen jeweils zwei weiße Bänder auf. Das Bauchgefieder ist hellbraun, die einzelnen Federn haben jeweils ein weißes Zentrum. Die Jungvögel erinnern an das Weibchen, aber ihr Unterkörper ist nicht gesprenkelt, sondern gestreift. Der Schnabel, die Beine und Füße sowie die Augenpartie sind leuchtend rot. Die Weibchen haben keinen Sporn, die Männchen dagegen einen oder zwei je Bein.
Die Stimme des Kamerunfrankolins ist sehr markant, seine Rufe bestehen aus einem sehr hohen dreifachen Pfeifen.

## Verbreitung und Lebensraum
Der Kamerunfrankolin ist nur in Kamerun heimisch, wo er ausschließlich an den südöstlichen und nordöstlichen Hängen des Mount Cameroon lebt. In letzter Zeit wurden nur noch vereinzelt Pärchen gesichtet.
Der Kamerunfrankolin bewohnt dichtes Unterholz in Primärwäldern und Lichtungen in einer Höhe von 850–2.100 m. Er scheint aber auch Sekundärwälder als Lebensraum zu akzeptieren und wurde sogar in durch Waldbrände entstandenen Savannengebieten beobachtet.
Während periodisch auftretende Busch- und Waldbrände eine natürliche Gefahr am Mount Cameroon darstellen und etwa alle 20 Jahre Lavaströme austreten, ist vor allem die immer häufigere Brandrodung des Graslandes die größte Bedrohung für diese seltene Art. Dabei werden sowohl der natürliche Lebensraum als auch die Eier und Jungvögel vernichtet. Auch die Jagd bedroht den Vogel. Die Zerstörung seines Lebensraumes ist aber viel gewichtiger: Waldbrände treten vermehrt an den südöstlichen Hängen auf, Lichtungen greifen vor allem an der Ostseite des Berges um sich und nehmen ihm seine natürlichen Rückzugsgebiete.

## Lebensweise
Der Kamerunfrankolin ist ein scheuer Vogel, der sich nur schwer beobachten lässt. Er hält sich überwiegend in Paaren oder kleinen Gruppen im dichten Unterholz auf und kommt nur zum Staubbaden auf offene Flächen. Bei Störung sucht er gewöhnlich die Flucht zu Fuß. Es wird allerdings berichtet, dass er auf Bäume fliegt, wenn er von Hunden verfolgt wird.
Er ernährt sich von Beeren, Grassamen und Insekten und brütet während der Trockenzeit. Die Eier werden zwischen Oktober und Dezember gelegt.

## Haltung
Der Kamerunfrankolin wurde außerhalb seines Verbreitungsgebietes erstmals 1938 vom Berliner Zoo gehalten. Der Zoo konnte allerdings nur ein einzelnes Individuum erwerben, das bis 1940 gepflegt wurde.

## Einzelbelege
1. ↑   Kamerunfrankolin auf Avibase, aufgerufen am 3. September 2016.
2. 1 2 3  Madge, McGowan und Kirwan: Pheasants, Partridges and Grouse. S. 226.
3. ↑   Pternistis camerunensis in der Roten Liste gefährdeter Arten der IUCN 2011. Eingestellt von: BirdLife International, 2008. Abgerufen am 3. September 2016.
4. 1 2 3 4   Raethel: Hühnervögel der Welt, S. 406.
5. ↑  Madge, McGowan und Kirwan: Pheasants, Partridges and Grouse. S. 227.